# Обшерникат, Вернер
Вернер Обшерникат (нем. Werner Obschernikat; род. 9 июля 1955, Дуйсбург, Северный Рейн-Вестфалия) — западногерманский ватерполист, полевой игрок. Бронзовый призёр летних Олимпийских игр 1984 года, участник летних Олимпийских игр 1976 и 1988 годов, бронзовый призёр чемпионата мира 1982 года, чемпион Европы 1981 года.

## Биография
Вернер Обшерникат родился 9 июля 1955 года в западногерманском городе Дуйсбург.
Играл в водное поло за ДСВ-1898 из Дуйсбурга, в составе которого четыре раза подряд завоёвывал серебряные медали чемпионата ФРГ (1980—1983).
В 1976 году вошёл в состав сборной ФРГ по водному поло на летних Олимпийских играх в Монреале, занявшей 6-е место. Играл в поле, провёл 8 матчей, забросил 3 мяча (по одному в ворота сборных Австралии, Канады и Югославии).
В 1981 году завоевал золотую медаль чемпионата Европы в Сплите.
В 1982 году стал бронзовым призёром чемпионата мира в Гуаякиле.
В 1984 году вошёл в состав сборной ФРГ по водному поло на летних Олимпийских играх в Монреале и завоевал бронзовую медаль. Играл в поле, провёл 7 матчей, забил 5 мячей (два в ворота сборной Испании, по одному — Японии, Нидерландам и Югославии).
В 1988 году вошёл в состав сборной ФРГ по водному поло на летних Олимпийских играх в Сеуле, занявшей 4-е место. Играл в поле, провёл 7 матчей, забросил 2 мяча в ворота сборной Франции.
Работал в коммунальной фирме в Дуйсбурге.
В 1997—2010 годах тренировал «Юрдинген-05».

## Семья
Отец — Альфред Обшерникат (1926—2005), западногерманский ватерполист. Участвовал в летних Олимпийских играх 1956 года.